# OEIS
La Enciclopedia electrónica de secuencias de enteros (OEIS por sus siglas en inglés, de On-Line Encyclopedia of Integer Sequences) es una base de datos que registra secuencias de números enteros.
La información que contiene OEIS es de interés para matemáticos profesionales, pero también sirve como entretenimiento para cualquiera que desee practicar la matemática recreativa.
A fecha 17 de enero de 2022 09:55 EST la OEIS tiene 350.387 secuencias, lo que la hace la base de datos más grande de este tipo.
Entre ellas están la famosa lista de números primos
(A000040),
la sucesión de Fibonacci
(A000045),
y otras sin nombre propio, por ejemplo: la secuencia de "números que no son cuadrados" módulo 48
(A028761).
Cada entrada contiene los primeros términos de la secuencia, palabras clave que la describen, motivación matemática, fórmulas, enlaces a obras relacionadas, y más.
Las secuencias se pueden buscar por cualquiera de estos campos, por subsecuencia, y de otras formas.

## Historia
Neil Sloane empezó a coleccionar secuencias de enteros en los años 1960 como apoyo a su trabajo en combinatoria. Al principio, la base de datos la almacenaba en tarjetas perforadas, pero se publicó en forma de libro dos veces:
1. A Handbook of Integer Sequences (1973, ISBN 0-12-648550-X), con 2400 secuencias.
2. The Encyclopedia of Integer Sequences (1995, ISBN 0-12-558630-2), con 5487 secuencias.

Estos libros fueron bien recibidos, y, sobre todo después de la segunda publicación, los matemáticos empezaron a enviar a Sloane nuevas secuencias de forma continua.
Entonces, la colección se hizo intratable para estar en forma de libro, y cuando alcanzó las 16 000 secuencias, Sloane decidió pasarlas a Internet: primero, como un servicio de correo electrónico (1995), y poco después como un servicio web (1996).
Actualmente la base de datos sigue creciendo, a un ritmo de aproximadamente 10 000 entradas por año.
En 2004, Sloane celebró el registro de la secuencia número 100 000 (A100000).
En 2006, se renovó la interfaz de usuario y se añadieron nuevas opciones de búsqueda.
En octubre de 2010, ya lleva 179 911 secuencias, y continua aproximándose hacia las 200 000 gracias a la colaboración de varias personas de diversos campos de estudios.
La base de datos ha sido gestionada por Sloane durante más de 40 años, pero desde el 2002, un grupo de editores y voluntarios ayudan a mantenerla.
Como resultado de su trabajo en esta colección, en 1998 Sloane fundó el Journal of Integer Sequences.

## No enteros
Además de secuencias de números enteros, OEIS también registra secuencias de fracciones, números complejos, dígitos de números trascendentes, y otros. Lo que se hace es representarlos en forma de secuencia de enteros.
Por ejemplo, las secuencias de racionales se representan mediante dos secuencias (etiquetadas con la palabra clave "frac"):
la de numeradores y la de denominadores.
Como muestra: la quinta sucesión de Farey,
{\displaystyle {1 \over 5},{1 \over 4},{1 \over 3},{2 \over 5},{1 \over 2},{3 \over 5},{2 \over 3},{3 \over 4},{4 \over 5}},
está catalogada como la secuencia de numeradores
1, 1, 1, 2, 1, 3, 2, 3, 4
(A006842),
y la secuencia de denominadores
5, 4, 3, 5, 2, 5, 3, 4, 5
(A006843).
Algunos de los números irracionales importantes, como pi (π = 3,1415926535897…) salen bajo la lista infinita de sus decimales:
3, 1, 4, 1, 5, 9, 2, 6, 5, 3, 5, 8, 9, 7, …
(A000796).

## Convenciones
Actualmente (2006) OEIS está limitado a texto ASCII, por lo que usa una convención para la notación matemática.
Por ejemplo, f(n) para funciones, n para la variable índice, etc.
Las letras griegas se escriben mediante el nombre completo, como mu para μ, phi para φ, etc.
Cada secuencia se identifica por la letra A seguida de 6 dígitos, que a veces se ponen sin los ceros de la izquierda, ej. A315 en vez de A000315.
Los números de la secuencia están separados por comas.
Las cifras de cada número están juntas, sin comas, puntos o espacios.
En comentarios y fórmulas, a(n) representas el término número n de la secuencia a.

### Significado especial del cero
A veces se usa el cero para representar la inexistencia de algunos elementos de la secuencia.
Por ejemplo,
A104157
enumera
el menor primo
de entre los n^2 primos consecutivos que se necesitan
para hacer un cuadrado mágico n X n de mínima constante mágica,
o 0 si no existe tal cuadrado.
Para a(1) (cuadrado mágico de 1 X 1), vale 2; a(3) vale 1480028129, pero no hay ningún cuadrado mágico de 2 X 2, por lo que a(2) es 0.
Este uso especial tiene sentido matemáticamente en algunas funciones de conteo; por ejemplo, la función fi de Euler {\displaystyle N_{\phi }(m)}
(A014197)
cuenta el número de soluciones de φ(x) = m.
Hay 4 soluciones para 4, pero ninguna para 14, por tanto a(14) en la A014197 vale 0.

### Orden lexicográfico
La OEIS almacena el orden lexicográfico de las secuencias, por lo que cada una tiene un predecesor y un sucesor (se les llama contexto).
Para calcular el orden, se normaliza cada secuencia omitiendo los ceros y unos iniciales e ignorando los signos.
Por ejemplo, tenemos las secuencias: números primos, primos palindrómicos, sucesión de Fibonacci,
la del número máximo de trozos conseguidos con n cortes de un círculo
(problema de cortar el pastel)

, y la de los coeficientes en la expansión de la serie
{\displaystyle {\zeta (n+2)} \over {\zeta (n)}}.
En el orden lexicográfico de OEIS, quedan:
- Secuencia #1: 2, 3, 5, 7, 11, 13, 17, 19, 23, 29, 31, 37, 41, 43, 47, 53, 59, 61, 67, 71, 73, 79, 83, 89, 97, ...
- Secuencia #2: 2, 3, 5, 7, 11, 101, 131, 151, 181, 191, 313, 353, 373, 383, 727, 757, 787, 797, 919, 929, ...
- Secuencia #3: 0, 1, 1, 2, 3, 5, 8, 13, 21, 34, 55, 89, 144, 233, 377, 610, 987, ...
- Secuencia #4: 1, 2, 4, 7, 11, 16, 22, 29, 37, 46, 56, 67, 79, 92, ...
- Secuencia #5: 1, -3, -8, -3, -24, 24, -48, -3, -8, 72, -120, 24, -168, 144, ...

mientras que en orden lexicográfico sin normalizar, el orden sería
#3, #5, #4, #1, #2.

## Autoreferencias
Muy pronto en la historia de OEIS hubo gente que sugirió secuencias basadas en el orden de las propias secuencias de OEIS.
Sloane decía: «Me resistí a añadir esas secuencias durante mucho tiempo, en parte porque deseaba mantener la dignidad de la base de datos, pero también porque A22 ¡solo tenía 11 términos conocidos!».
Una de las primeras secuencias autorreferentes que Sloane aceptó en el EOIS fue
A031135
(después
A091967):
"a(n) = término número n de la secuencia An".
Se continuó trabajando con esta secuencia en el momento en que se encontraron más términos para
A000022.
Pero con n grandes, esta n puede corresponder a una secuencia que tiene términos finitos (palabra clave «fini») y todos conocidos (palabra clave «full»); en ese caso, a(n) de A091967 está indefinido.
A100544
lista el primer término dado en la secuencia An, pero se tiene que actualizar de vez en cuando debido a la diferencia de opiniones sobre el desplazamiento de cada secuencia. Otra alternativa sería listar el término a(1) de la secuencia An, si no fuera porque algunas secuencias tienen un desplazamiento de 2 o mayor.
Estas ideas condujeron a la pregunta "¿Está n en la secuencia An?", y se crearon
A053873: n está en An,
y
A053169: n no está en An.
Por ejemplo, el primo compuesto 2808 está en A053873 porque
A002808 es la secuencia de números primos compuestos, y el no-primo 40 está en A053169 porque no está en
A000040, los números primos.
La paradoja es: ¿a qué secuencia pertenece 53169?

## Ejemplo de una entrada de OEIS
Aquí se muestra parte de
A046970,
que es una que contiene información en casi todos los campos posibles.
```
ID Number: A046970
URL:       http://www.research.att.com/projects/OEIS?Anum=A046970
Sequence:  1,3,8,3,24,24,48,3,8,72,120,24,168,144,192,3,288,24,360,72,
           384,360,528,24,24,504,8,144,840,576,960,3,960,864,1152,24,
           1368,1080,1344,72,1680,1152,1848,360,192,1584,2208,24,48,72,
           2304,504,2808,24,2880,144,2880,2520,3480,576
Signed:    1,-3,-8,-3,-24,24,-48,-3,-8,72,-120,24,-168,144,192,-3,-288,
           24,-360,72,384,360,-528,24,-24,504,-8,144,-840,-576,-960,-3,
           960,864,1152,24,-1368,1080,1344,72,-1680,-1152,-1848,360,
           192,1584,-2208,24,-48,72,2304,504,-2808,24,2880,144,2880,
           2520,-3480,-576
Name:      Generated from Riemann Zeta function: coefficients in series
              expansion of Zeta(n+2)/Zeta(n).
Comments:  ...
           Apart from signs also Sum_{d|n} core(d)^2*mu(n/d) where core(x) is
              the squarefree part of x. - Benoit Cloitre
              (abcloitre(AT)modulonet.fr), May 31 2002
References M. Abramowitz and I. A. Stegun, Handbook of Mathematical Functions,
              Dover Publications, 1965, pp. 805-811.
Links:     Wikipedia, Riemann zeta function.
Formula:   Multiplicative with a(p^e) = 1-p^2. a(n) = Sum_{d|n} mu(d)*d^2.
Example:   a(3) = -8 because the divisors of 3 are {1, 3}, and mu(1)*1^2 + mu(3)*3^2 =
              -8.
           a(4) = -3 because the divisors of 4 are {1, 2, 4}, and mu(1)*1^2 +
              mu(2)*2^2 + mu(4)*4^2 = -3
Math'ca:   muDD[d_] := MoebiusMu[d]*d^2; Table[Plus @@ muDD[Divisors[n]], {n,
              60}] (Lopez)
Program:   (PARI) A046970(n)=sumdiv(n,d,d^2*moebius(d)) (Benoit Cloitre)
See also:  Sequence in context: A016623 A046543 A035292 this_sequence A058936
              A002017 A086179
           Adjacent sequences: A046967 A046968 A046969 this_sequence A046971
              A046972 A046973
           Cf. A027641 and A027642.
Keywords:  sign,mult
Offset:    1
Author(s): Douglas Stoll, dougstoll(AT)email.msn.com
Extension: Corrected and extended by Vladeta Jovovic (vladeta(AT)Eunet.yu),
              Jul 25 2001
           ...

```

## Información para cada entrada

### ID (identificador)
Cada secuencia en OEIS tiene un número de serie: un entero positivo de seis dígitos precedido por A (y con los ceros a la izquierda, hasta noviembre de 2004).
Los números son asignados por algún editor, o por un expendedor de números A que hay en la página: se pueden pedir varios a la vez, y esto es útil para poder crear referencias cruzadas entre varias secuencias que queremos incluir.
Si no se usa un número A dado por el sistema, se pierde al cabo de un mes.
Un ID mayor suele indicar que se añadió después. Como ejemplo, aquí se muestran varias secuencias escogidas arbitrariamente, junto con su fecha de entrada en el OEIS.
| 1 de enero de 2001      | A059097 | Números n tales que el coeficiente binomial C(2n, n) no es divisible por el cuadrado de un primo impar.          |
| 14 de marzo de 2001     | A060001 | Fibonacci(n) !.                                                                                                  |
| 1 de enero de 2002      | A066288 | Número de poliominós (o policubos) tridimensionales con n celdas y grupo de simetría de orden exactamente 24.    |
| 31 de agosto de 2002    | A075000 | Mínimo número tal que n*a(n) es la concatenación de n enteros consecutivos ...                                   |
| 1 de enero de 2003      | A078470 | Fracción continua para Zeta(3/2)                                                                                 |
| 10 de febrero de 2003   | A080000 | Número de permutaciones que satisfacen -k<=p(i)-i<=r y p(i)-i no en I, con i=1..n, k=2, r=3, I={-1,1,2}.         |
| 20 de noviembre de 2003 | A090000 | Longitud del bloque más grande de 1s contiguos en la expansión binaria del primo número n.                       |
| 1 de enero de 2004      | A091345 | Convolución exponencial de A069321(n) consigo misma, en la que establecemos A069321(0)=0.                        |
| 7 de noviembre de 2004  | A100000 | Marcas del hueso de Ishango encontrado en el Congo, que data del 20000 a. C.                                     |
| 1 de enero de 2005      | A102231 | Columna 1 del triángulo A102230, y que es igual a la convolución de A032349 con A032349 desplazada a la derecha. |
| 8 de julio de 2005      | A110030 | Número de enteros consecutivos empezando por n que se necesitan para que su suma llegue a un número de Niven.    |

Las secuencias que salían en los libros (antes de existir OEIS) no tenían los mismos ID.
El Handbook of Integer Sequences de 1973 tenía unas 2400 secuencias ordenadas lexicográficamente, y cada una se identificaba con la letra M seguida de 4 dígitos (incluyendo ceros).
El libro Encyclopedia of Integer Sequences, de 1973, tenía 5487 secuencias, también por orden lexicográfico, usando como ID la letra N con 4 dígitos (incluyendo ceros).
En el actual OEIS, al acceder a estos registros antiguos (mediante el nuevo identificador A), aún se pueden ver los antiguos números M y N que tenían, entre paréntesis después del A.

### URL
El campo URL da el formato preferido para enlazar a la página.
Es una dirección corta que contiene la información básica.
Por ejemplo, la URL para acceder a 
A012345 es:
http://www.research.att.com/~njas/sequences/A012345

### Secuencia
Aquí se listan los números de la secuencia, o al menos varias líneas con los primeros términos.
No se hace distinción entre secuencias finitas pero largas y secuencias infinitas, así que para saber si hay más números de los que hay apuntados, hay que consultar si tiene las palabras clave "full", "fini", o "more".
Para saber cuál es la n tal que a(n) es el primer término, hay que consultar el campo "desplazamiento".

### Con signo
Internamente, las secuencias se graban sin signos de negativos.
Si una secuencia tiene alguno, se usa este campo para grabar los términos junto con su signo.
Además, tendrá que llevar la palabra clave "sign".

### Nombre
Aquí se graba el nombre de la secuencia (si es que tiene alguno conocido), o una descripción corta. Muchas veces se pone la fórmula, si es sencilla.
Por ejemplo,
A000578
es 1, 8, 27, 64, 125, 216, 343, 512, ...
y tiene por nombre "Los cubos: a(n) = n^3."

### Comentarios
Información sobre la secuencia que no se ajusta a los otros campos.
Se suelen anotar relaciones curiosas entre diferentes secuencias, o se explican aplicaciones no triviales de alguna de ellas.
Por ejemplo, Sloane comenta en
A003215
que hay una relación no esperada entre los
números centrados hexagonales
y los polinomios de Bessel segundos y_2(n)
(A001498).
Si no se dice el autor de cada comentario, se atribuyen a quien envió la secuencia a OEIS.

### Maple, Mathematica y otros programas
Maple y Mathematica suelen ser los programas usados para calcular las secuencias de OEIS, y ambos tienen sus propios campos (etiquetados "Maple" y "Mathematica"). Cualquier otro programa se puede incluir con la etiqueta "Program" y el nombre entre paréntesis; algunos de los que se han usado son PARI, Magma, Matlab, e incluso Microsoft Excel.
Se supone que el programa ha sido escrito por la persona que envió la secuencia, a menos que se dé otro nombre.

### «Véase también»
Se marcan con "Cf." las referencias cruzadas (a otras secuencias) que ha incluido el autor de la secuencia.
Excepto en las secuencias nuevas, el campo «Véase también» incluye información sobre el orden lexicográfico de la secuencia (su contexto) y da enlaces a secuencias con números A cercanos.
Por ejemplo, la secuencia
A046970
("coeficientes en la expansión en serie de Zeta(n+2)/Zeta(n)") tiene:
- secuencias en contexto (orden lexicográfico): A016623 A046543 A035292 A046970 A058936 A002017 A086179
- secuencias adyacentes (por número A): A046967 A046968 A046969 A046970 A046971 A046972 A046973
- Cf. (referencias cruzadas): A027641 A027642

### Palabras clave
OEIS tiene su propio conjunto de palabras clave de 4 o 5 letras, que sirven para describir algunos detalles sobre cada secuencia.
Estas son:
base
los resultados del cálculo dependen de la base usada.
Por ejemplo, 2, 3, 5, 7, 11, 101, 131, 151, 181, … (A002385) son números primos en cualquier base, pero son capicúas solo en base 10 (en binario ya no lo son).
En realidad su uso depende de la definición; por ejemplo, A000668 (3, 7, 31, 127, 8191, 131071, …) está definida como «primos de la forma 2^n - 1», y por eso no usa la palabra clave "base". Pero también podría definirse como «primos tales que su representación en binario consiste solo en unos» (que es lo mismo), y entonces sí que la llevaría.
bref
la secuencia es tan corta que no es muy útil para hacer análisis.
Por ejemplo, A079243 ("número de clases de isomorfismos en operaciones binarias cerradas asociativas no-conmutativas no-asociativas anticonmutativas en un conjunto de orden n") tiene 4 elementos.
cofr
la secuencia representa una fracción continua.
cons
la secuencia es la expansión decimal de una constante matemática importante, como e o π.
core
una secuencia fundamental debido a su importancia en las matemáticas, como los números primos, la sucesión de Fibonacci, etc.
dead (muerta)
secuencias erróneas que han aparecido en artículos o libros.
A veces también se usa para marcar duplicados; por ejemplo, A088552 es la misma que A000668. Véase también "dupe".
dumb (tonta)
palabra muy subjetiva, para marcar secuencias poco importantes o sin relación directa con las matemáticas.
Por ejemplo, A082390 son los "números de un teclado, presionados siguiendo una espiral", y A001355 son los "dígitos mezclados de π y de e".
dupe (duplicada)
se debe usar para marcar secuencias repetidas, aunque en la práctica se usa "dead".
eigen
secuencia de autovalores.
easy (fácil)
secuencia con términos que se pueden calcular fácilmente.
El mejor ejemplo es A000027: 1, 2, 3, 4, 5, 6, 7, ... (cada término es 1 más el anterior).
A veces se usa esta palabra clave para las secuencias del tipo "primos de la forma f(m)", donde f(m) es una función fácil de calcular; aunque f(m) sea fácil, determinar la primalidad de f(m) puede no serlo.
fini
la secuencia es finita (aunque puede tener muchos más términos de los que se muestran).
Por ejemplo, A105417 (números pandigitales en la numeración romana) muestra solo una cuarta parte de todos los términos, pero tiene un comentario que dice que el último es 3888.
frac
secuencia de numeradores o de denominadores de una fracción que representa a un número racional.
Una secuencia de este tipo debe tener una referencia cruzada con su correspondiente secuencia de numeradores o denominadores. A veces esto no es necesario, por ejemplo en la lista de fracciones egipcias A069257, la lista de numeradores serían todo unos (secuencia A000012).
No se usa "frac" para secuencias de fracciones continuas, sino que se usa "cofr".
full
se pone cuando el campo "secuencia" muestra la secuencia completa.
Por ejemplo, A002267 muestra los primos supersingulares, y solo hay 15 de ellos.
Naturalmente, si una secuencia tiene la palabra clave "full", también tendrá la "fini" (secuencia finita).
hard (difícil)
los términos de la secuencia cuestan mucho de calcular, incluso con herramientas sofisticadas.
Se suele usar para marcar secuencias correspondientes a problemas aún por resolver, como "¿Cuántas esferas pueden tocar a otra esfera del mismo tamaño?" (A001116 lista las 10 primeras soluciones conocidas).
more
no se conocen los siguientes términos de la secuencia.
Suele ir junto con "hard".
mult
la secuencia corresponde a una función multiplicativa: el término a(1) es 1, y a(mn) es a(m)*a(n) si m y n son primos entre sí.
Por ejemplo, en A046970, a(12) = a(3)a(4) = -8 × -3.
new
se añade automáticamente a las secuencias que fueran añadidas en las dos últimas semanas, o a las que han recibido especial atención recientemente.
nice
palabra muy subjetiva, para marcar secuencias excepcionalmente bonitas.
nonn
la secuencia consiste de enteros no negativos (puede incluir ceros).
No se hace diferencia entre los que son siempre positivos por definición (por ejemplo, los cuadrados, n2) y los que lo son debido al desplazamiento elegido en la secuencia (por ejemplo, los cubos, n3 son siempre positivos, pero es porque se ha escogido un n inicial de 0; en general, elevar a 3 un número no lo hace positivo).
obsc
secuencia considerada poco clara y que necesita una mejor definición.
Por ejemplo, A025046 fue revisada por un colaborador, que no pudo reproducir los resultados originales.
sign
algunos (o todos) valores de la secuencia son negativos.
Entonces se incluye un campo "Signed" en el que sale con los signos correctos, mientras que en "Sequence" sigue saliendo en positivo (haciendo el valor absoluto).
tabf
una tabla de números irregular (o con forma rara) en la que los números se leen fila por fila para generar una secuencia.
Por ejemplo, A071031 es el "triángulo, leído por filas, que contiene los estados sucesivos de un autómata celular generado por la 'regla 62'".
tabl
una secuencia obtenida leyendo una disposición geométrica de números, como un triángulo o un cuadrado, fila a fila.
Un ejemplo famoso es el triángulo de Pascal leído por filas, A007318.
uned
secuencia no editada por Sloane, pero de interés para OEIS.
Puede tener errores tipográficos o computacionales, ya que no está revisada. Los colaboradores pueden detectar y corregir la secuencia y enviar a Sloane su edición.
unkn (desconocida)
se sabe poco sobre esta secuencia; ni siquiera la fórmula que la produce.
Por ejemplo, A072036 sale porque alguien la preguntó en Internet Oracle, un sistema colaborativo de preguntas y respuestas divertidas.
walk
secuencias en la que cada término cuenta el número de caminos que hay en un espacio topológico.
word
la secuencia depende en las palabras de un idioma concreto.
Por ejemplo, A011762 cuenta el número de letras que tienen en español los números (uno, dos, tres, cuatro, cinco, seis, ...). Desde 1 hasta 20 es: 3, 3, 4, 6, 5, 4, 5, 4, 5, 4, 4, 4, 5, 7, 6, 9, 10, 9, 10, 6.
Algunas palabras clave son mutuamente excluyentes, por ejemplo: "core" y "dumb", "easy" y "hard", "full" y "more", "nonn" y "sign", y quizás "core" y "new".
Pero "dumb" y "nice" pueden salir a la vez, por ejemplo en
A056064.

### Desplazamiento
El desplazamiento (offset) es el índice del primer término dado; o sea, con qué n se empiezan a dar los términos en la secuencia de fórmula a(n). Suele ser 0 o 1, y el más habitual es 0, que además es el predeterminado.
A veces es muy fácil de obtener. Por ejemplo, si listamos la secuencia de cuadrados como 0, 1, 4, 9, 16, 25, ... el desplazamiento es 0; mientras que si la escribimos como 1, 4, 9, 16, 25, ... entonces es 1.
Otras veces hay discusiones sobre cuál debería ser el primer término.
Por ejemplo, en el problema de cortar el pastel se decide el número máximo de trozos en que se puede cortar un pastel bajo, tortilla, pizza o círculo, haciendo n cortes.
La secuencia que da OEIS es
A000124:
1, 2, 4, 7, 11, 16, 22, 29, 37, ...,
mientras que MathWorld dice 2, 4, 7, 11, 16, 22, 29, 37, ...
La discusión está en si acepta n = 0 (hacer cero cortes al pastel), que técnicamente es posible (resulta en un solo trozo), pero es un caso irrelevante en este problema, ya que el pastel no se ha tocado.
Un ejemplos de secuencia con desplazamiento 3 es
A073502:
la constante mágica de un cuadrado mágico n X n con números primos (considerando 1 como primo) con suma de filas mínima.
Otro ejemplo, con desplazamiento -1 es
A072171,
que cuenta el número de estrellas de magnitud visual n.
En realidad OEIS muestra dos números en el campo "desplazamiento".
El primero es el descrito arriba, mientras que el segundo es un valor interno, que dice cuál es el índice del primer término (empezando en 1) que tiene un valor absoluto mayor que 1.
Esto se graba para acelerar las búsquedas.
Por ejemplo,
A000001
empieza por 1, 1, 1, 2, con el primer término representando a(1), y por eso en el campo "desplazamiento" se muestra 1,4.

### Autor
Consta como autor (o autores) la persona que envió la secuencia, aunque ésta sea conocida por todos desde hace tiempo.
Se incluye el nombre, iniciales (si es aplicable), y apellido, junto con el correo electrónico (cambiando el carácter @ por (AT)).
En muchas se incluye también la fecha en la que se añadió a OEIS.
Cuando el autor es Neil Sloane, pone solo "njas", que son sus iniciales.

## Búsquedas en OEIS
Al principio había tres tipos de búsquedas posibles (por términos de secuencia, por palabra, o por identificador de secuencia), pero en enero de 2006 se rediseñó el sistema y se incluyeron las características avanzadas en la misma página de búsqueda.
En el sistema actual (2006), un solo cuadro de texto permite especificar todas las opciones de búsqueda.
Algunas de las que se pueden hacer son:
- 1,4,9,16,25,36,64
- 5 8 13 233 39088169
- "fermat's little theorem"
- author:Guy keyword:nice
- keyword:nice keyword:more -keyword:base
- keyword:new -keyword:base
- id:A64413
- A64413

## Errores y problemas en OEIS
Para el gran tamaño de su base de datos, OEIS está relativamente libre de errores. Pero como está operada por humanos, es inevitable que tenga algunos problemas o incluso errores.
Los errores computacionales o tipográficos en la propia secuencia son extremadamente raros. Casi todas las secuencias incluyen fórmula o programa de ordenador, y mucha gente dedica mucho esfuerzo a volver a comprobar y a ampliar los resultados.
Algunas secuencias contienen números muy altos con muchas probabilidades de ser primos, y es posible que al final acaben siendo pseudoprimos en vez de primos reales; cuando esto pasa, se anota en un comentario.
Pero los errores más comunes en OEIS están en campos distintos al de "secuencia" o "secuencia con signos":
- Palabras clave que faltan. Varias secuencias multiplicativas no tienen la palabra clave "mult".
- Desplazamiento incorrecto. Como en el formulario de entrada de datos, sale 0 como opción predeterminada, muchos no se molestan en comprobar si 0 es correcto.
- Duplicados. Hay secuencias iguales (números y fórmula iguales, aunque el nombre puede variar). Cuando esto pasa, se etiquetan con "dupe".